# Coachella (album)
Coachella è un album dal vivo del 2006, contenente la registrazione del concerto tenutosi lo stesso anno presso il festival omonimo. Le riprese sono state dirette da Drew Thomas.

## Tracce
1. Ben Harper & the Innocent Criminals – Forgiven (Ben Harper)
2. Thievery Corporation – Lebanese Blonde (Rob Garza, Eric Hilton)
3. Spearhead – We Don't Stop (Michael Franti, Timothy Parker)
4. Squarepusher – [Untitled]
5. The Mars Volta – The Apparatus Must Be Unearthed (Cedric Bixler-Zavala)
6. Belle and Sebastian – The Boy with the Arab Strap (Isobel Campbell, Richard Colburn, Michael Cooke, Stephen Jackson, Sarah Martin, Stuart Murdoch)
7. Cut Chemist – [Untitled]
8. The White Stripes – Hotel Yorba (Jack White, Meg White)
9. Iggy & the Stooges – I Wanna Be Your Dog (Scott Asheton, Iggy Pop)
10. Fischerspooner – Emerge (Warren Fischer, Casey Spooner)
11. Smack My Bitch Up (Liam Howlett, Cedric "Ced Gee" Miller, Trevor Randolph, Maurice Smith, Keith Thornton)
12. Oasis – Go Let It Out (Noel Gallagher)
13. Björk – All Is Full of Love
14. Radiohead – Planet Telex (Colin Greenwood, Jonny Greenwood, Ed O'Brien, Phil Selway, Thom Yorke)
15. The Polyphonic Spree – It's the Sun (Tim DeLaughter)
16. Kool Keith – Poppa Large (Cedric "Ced Gee" Miller, Trevor Randolph, Keith Thornton)
17. Saul Williams – Om Nia Merican (Tom Morello, Brad Wilk, Saul Williams)
18. Arcade Fire – Rebellion (Lies) (Arcade Fire)
19. Bright Eyes – Lua (Conor Oberst)
20. The Chemical Brothers – Music Response (The Chemical Brothers)
21. The Crystal Method – Keep Hope Alive (Scott Kirkland)
22. November Spawned a Monster (Clive Langer)
23. Pixies – In Heaven (Peter Ivers)
24. Pixies – Where Is My Mind (Black Francis)
25. Red Hot Chili Peppers – Californication (Flea, John Frusciante, Anthony Kiedis, Chad Smith)
26. The Flaming Lips – Yoshimi Battles the Pink Robots, Pt. 1 (Wayne Coyne, Steven Drozd)
27. Zero 7 – This World (Henry Binns, Sam Hardaker, Osmond Wright)